# Вест-Сент-Клер Тауншип (округ Бедфорд, Пенсільванія)
Вест-Сент-Клер Тауншип (англ. West St. Clair Township) — селище (англ. township) в США, в окрузі Бедфорд штату Пенсільванія. Населення — 1658 осіб (2020).

## Демографія
Згідно з переписом 2010 року, у селищі мешкало 1730 осіб у 642 домогосподарствах у складі 503 родин. Було 713 помешкання
Расовий склад населення:
| - 98,0 % — білих - 0,6 % — корінних американців - 0,2 % — чорних або афроамериканців - 0,2 % — азіатів |

До двох чи більше рас належало 1,0 %. Частка іспаномовних становила 0,8 % від усіх жителів.
За віковим діапазоном населення розподілялося таким чином: 25,4 % — особи молодші 18 років, 59,2 % — особи у віці 18—64 років, 15,4 % — особи у віці 65 років та старші. Медіана віку мешканця становила 40,9 року. На 100 осіб жіночої статі у селищі припадало 105,7 чоловіків;  на 100 жінок у віці від 18 років та старших — 98,9 чоловіків також старших 18 років.
Середній дохід на одне домашнє господарство  становив 62 949 доларів США (медіана — 51 250), а середній дохід на одну сім'ю — 68 528 доларів (медіана — 53 947). Медіана доходів становила 43 239 доларів для чоловіків та 27 054 долари для жінок. За межею бідності перебувало 11,8 % осіб, у тому числі 16,0 % дітей у віці до 18 років та 14,9 % осіб у віці 65 років та старших.
Цивільне працевлаштоване населення становило 843 особи. Основні галузі зайнятості: виробництво — 20,0 %, освіта, охорона здоров'я та соціальна допомога — 18,6 %, роздрібна торгівля — 16,6 %.